# Jésus et Israël
Jésus et Israël est un livre de Jules Isaac achevé en 1946 et paru en 1948 chez Albin Michel puis, à partir de 1959, aux Éditions Fasquelle.
Il est le premier livre de Jules Isaac qui analyse « l'enseignement du mépris » par les Églises chrétiennes envers les Juifs, et conclut au « redressement nécessaire de l'enseignement chrétien ». L'auteur le qualifie de « livre véhément », de « méditation » qui « ne vise qu'à purifier ».

## Contexte
Largement écrit durant la Seconde Guerre mondiale dans un bourg du Berry où Jules Isaac, âgé de plus de soixante-cinq ans, était caché pour échapper aux persécutions nazis contre les Juifs, ce livre est dédié in memoriam à sa femme et à sa fille, « tuées par les nazis d'Hitler, tuées simplement parce qu'elles s'appelaient ISAAC », à Auschwitz.
L'expérience de l'auteur en rédaction de manuels scolaires depuis 1914, dont les fameux Malet et Isaac, donne à Jésus et Israël un ton et une forme pédagogiques.

## Genèse de l'ouvrage
Jules Isaac est inspecteur général de l'Instruction publique quand il est révoqué en 1941 en vertu du statut discriminatoire des Juifs du gouvernement de Vichy. Il doit se réfugier en  Haute-Loire, puis au Chambon-sur-Lignon, puis à Saint-Agrève, puis à Riom où sa femme, sa fille et son gendre sont arrêtés par la Gestapo pour être assassinés à Auschwitz. Dans ce contexte de persécutions, il relit les évangiles où il ne trouve rien qui justifie l'antisémitisme. Dans son Carnets aux lépreux il écrit : 

« J'ai lu les Évangiles […] Et les ayant lus, scrutés, honnêtement, minutieusement, en ce qui concerne Israël et la position de Jésus par rapport à Israël, je suis arrivé à cette conviction que la tradition reçue ne cadrait pas avec le texte évangélique, qu'elle le débordait de toute part. Et je suis arrivé à cette conviction que cette tradition reçue, enseignée depuis des centaines d'années par des milliers et des milliers de voix, était la source première et permanente, la souche puissante et séculaire sur laquelle toutes les autres variétés d'antisémitisme — même les plus contraires — étaient venues se greffer. »

À la suite de ce constat, Jules Isaac se met à rédiger un texte intitulé : Quelques constatations basées sur la lecture des évangiles qu'il envoie en juin 1942 à Maurice Blondel, qui n'y prête guère d'attention et au pasteur André Trocmé qui, lui, l'encourage à poursuivre.
Son mémoire, conservé dans le fonds Isaac, compte alors 61 pages dactylographiées. Jules Isaac poursuit : « L'originalité de Jésus ne consistera pas à innover en matière de foi et à rompre avec la religion de ses pères, mais plus simplement à extraire de l'Écriture et de toute la tradition orale juive les éléments d'une foi vraiment pure et d'une morale universelle vivifiées par l'exemple personnel d'une fidélité constante à Dieu. » Il insiste « sur la découverte géniale du christianisme primitif [qui] sera de voir que cette morale conçue au monde présent, une étonnante morale de l'efficacité rendue praticable par le sentiment de l'amour de Dieu. »
« La tragédie de Riom aurait pu mettre fin à cette entreprise intellectuelle et spirituelle. Les papiers de Jules Isaac auraient pu être détruits ou confisqués par la Gestapo. Or, après avoir vu l'arrestation de sa femme, Isaac s'est précipité dans sa chambre et a emporté la valise qui renfermait son manuscrit. […] Ce livre est aussi ma chair et mon sang, écrit-il. Il n'y a pas une ligne de ce que j'écris qui ne leur soit dédiée à toutes les deux, c'est leur œuvre autant que la mienne. »

## Contenu
Ce livre consiste en vingt-et-une Propositions qui analysent les principaux préjugés véhiculés par l'enseignement chrétien et montrent comment les redresser.

### Première partie:Jésus, Juif selon la chair
- I. La religion chrétienne est fille de la religion juive.
- II. Jésus dans sa vie humaine fut un Juif, un simple artisan juif.
- III. Juive était la famille de Jésus, juive était Marie sa mère, juifs leur entourage et leur parenté.
- IV. Chaque jour de l'An, l'Église commémore la circoncision de l'Enfant Jésus.
- V. L'appellation Jésus-Christ est essentiellement sémitique : Jésus est un nom juif, Christ est l'équivalent grec du terme juif “Messie”.
- VI. Jésus, comme tous les Juifs auxquels il s'adressait, parlait araméen, langue proche de l'hébreu.

### Deuxième partie:L'évangile dans la synagogue
- VII. La religion juive n'était pas dégénérée, tout atteste l'intensité et la profondeur de la vie spirituelle en Israël à cette époque.
- VIII. L'enseignement de Jésus s'est fait dans le cadre traditionnel du judaïsme, dans les synagogues et dans le Temple même.
- IX. Jésus est né et a vécu sous la Loi juive, et n'en a ni annoncé ni prononcé l'abrogation.
- X. L'Évangile prêché par Jésus dans les synagogues et dans le Temple se rattache directement à la tradition juive, de même que les Évangiles.

### Troisième partie:Jésus et son peuple
- XI. Au temps de Jésus, la “Dispersion” juive était accomplie depuis longtemps, la majeure partie du peuple juif ne vivait pas en Israël.
- XII. Donc le peuple juif « dans sa masse » n'a pas pu repousser Jésus, il est plus probable qu'il ne l'a même pas connu.
- XIII. Au contraire, sauf rare exception, partout où Jésus est passé, le peuple juif lui a fait un accueil enthousiaste.
- XIV. Il aurait fallu que Jésus se présente comme le Fils de Dieu pour être rejeté comme tel, or il très douteux qu'il l'ait fait.
- XV. Jésus n'a pas prononcé un arrêt de condamnation contre son propre peuple, mais contre un certain pharisaïsme, qu'on trouve dans toutes les religions.

### Quatrième partie:Le crime de déicide
- XVI. On enseigne depuis dix-huit siècles que le peuple juif est pleinement responsable de la Crucifixion, il n'est pas d'accusation plus meurtrière et qui ait fait couler autant de sang innocent.
- XVII. Jésus a désigné les responsables de la Passion : les notables, espèce commune, dont le peuple juif n'est pas plus responsable que ne le sont les autres peuples.
- XVIII. Jeanne d'Arc aussi a été condamnée par un tribunal de grands-prêtres et de scribes, sauf que le procès de Jésus n'a laissé aucune trace historique.
- XIX. Les quelques textes évangéliques qui semblent rendre responsable le peuple juif sont divergents et contiennent des invraisemblances.
- XX. Pourtant la dévotion dite chrétienne n'a jamais cessé d'exploiter le thème de la Crucifixion contre le peuple juif tout entier.

### Conclusion
- XXI. Puissent les chrétiens reconnaître et réparer leurs criantes iniquités, car Jésus n'a ni rejeté ni maudit Israël, et le peuple juif n'a ni rejeté ni crucifié Jésus.

### Annexe ou conclusion pratique
Le livre se clôt par une annexe de quatre pages intitulée « Le redressement nécessaire de l'enseignement chrétien ». Elle comporte dix-huit recommandations, susceptibles d'être comparées avec les Dix points de la Conférence de Seelisberg, qui sont en substance les suivantes :
Donner à tous les chrétiens une connaissance de l'Ancien Testament, en rappelant qu'il est l'Écriture sainte des Juifs.
Rappeler qu'une grande partie de la liturgie chrétienne lui est empruntée.
Rappeler que c'est le peuple juif qui a sauvegardé et transmis au monde chrétien la croyance fondamentale en Dieu.
Reconnaître et dire loyalement que le christianisme est né d'un judaïsme non pas dégénéré mais vivace.
Reconnaître que l'histoire donne un démenti formel au mythe de la Dispersion comme châtiment de la Crucifixion, puisque cette dispersion lui est antérieure.
Mettre en garde contre l'emploi fréquent du collectif « les Juifs » pour désigner les grands-prêtres et pharisiens ennemis de Jésus, alors que l'ensemble du peuple n'est nullement en cause.
Dire très explicitement que Jésus était juif, de vieille famille juive, circoncis selon la Loi juive, que son nom est juif (Yeschouha) et Christ la traduction du terme juif Messie, et qu'il parlait la langue de tous les Juifs.
Reconnaître que Jésus, né sous la Loi juive, a vécu sous la Loi, qu'il n'a cessé de pratiquer les rites juifs essentiels, et qu'il a prêché son Évangile dans les synagogue et dans le temple.
Ne pas omettre que sur terre Jésus « a été serviteur des circoncis » et que tous ses apôtres étaient des juifs.
Bien montrer que, sauf rares exceptions, Jésus n'a pas cessé d'obtenir les sympathies enthousiastes des masses populaires juives.
Se garder d'affirmer que Jésus en personne a été rejeté par le peuple juif.
Les grands-prêtres qui ont fait arrêter et condamné Jésus ne représentaient qu'une étroite caste oligarchique asservie à Rome et détestée du peuple.
Ne pas forcer les textes pour y trouver une réprobation d'Israël qui ne s'y trouve pas, alors que Jésus a toujours manifesté au peuple compassion et amour.
Se garder par-dessus tout de l'affirmation traditionnelle que le peuple juif a commis le crime inexpiable de déicide, et qu'il en a pris la responsabilité.
Mettre en lumière que les grands-prêtres ont agi contre Jésus à l'insu du peuple et même par crainte du peuple.
Quant au procès juif de Jésus, reconnaître que le quatrième évangile n'en fait nulle mention, et que le peuple juif n'y a joué aucun rôle et n'en a probablement rien su.
Quant au procès romain de Jésus, reconnaître que le procurateur Ponce Pilate était entièrement maître de la vie de Jésus, que la prétention messianique pour laquelle il a été condamné était un crime pour les Romains mais non pour les Juifs, et que la croix était un supplice spécifiquement romain.
Enfin ne pas oublier que le cri monstrueux : « Son sang soit sur nous et sur nos enfants » ne saurait prévaloir contre la Parole : « Père, pardonnez-leur, car ils ne savent pas ce qu'ils font. »

## Réception du livre et postérité
« Le livre, écrit l'historien André Kaspi, annonce l’aggiornamento du concile de Vatican II, détruit des mythes et anéantit des accusations. »
« Il a proposé un plan pour redresser l'enseignement chrétien sur le judaïsme et tenté de construire sur des bases solides, tout autant que nouvelles, l'amitié judéo-chrétienne. »
Les dix-huit points de la « conclusion pratique » de ce livre inspirent directement en 1947 les Dix points de la Conférence de Seelisberg visant éradiquer les causes de l’antisémitisme chrétien.
Ce livre sert aussi à introduire l'auteur auprès des papes qui le reçoivent en audience : en octobre 1949, Pie XII auquel Jules Isaac demande la révision de la prière universelle du Vendredi Saint (l'oraison Oremus et pro perfidis Judaeis...) ; en juin 1960, Jean XXIII auquel il remet un dossier contenant le programme découlant de ce livre, pour le redressement de l'enseignement chrétien concernant Israël.
Poursuivant ce dialogue avec l'église catholique, Paul Giniewski développera les thèmes principaux de Jésus et Israël. Il divise son livre La croix des Juifs (1994) en quatre parties dont les titres sont des citations de Jules Isaac : L'enseignement du mépris ; La pratique du mépris ; Esquisse d'un enseignement de l'estime ; La timide pratique de l'estime. Une même perspective se retrouve dans son autre livre sur le même sujet, L'antijudaïsme chrétien (2000) : sa deuxième partie expose « le nouvel enseignement de l'estime ». Et encore dans Israël et l'Occident (2008) : l'introduction est titrée « Une contribution à l'enseignement de l'estime ».